# 武谷元立
武谷 元立（たけや げんりゅう、天明5年（1785年）1月（2月との記載もあり） - 嘉永5年7月7日（1852年8月21日））は、江戸時代の医学者（蘭方医）。福岡藩御目見医師。名は是明。号は幽恵。字（あざな）は子峻。元立は代々の通称であった。

## 生涯
代々医師を業とする武谷家の、武谷敬明（号は恕庵）の子として、筑前国鞍手郡高野村（現・福岡県宮若市）に生まれる。亀井南冥に儒学を学び、後に諸国を遍歴し医学を修めた。
帰郷後、家業を継ぎ、郡の頭取医を務めた。シーボルトの弟子であった児玉順蔵が武谷家に滞留し、西洋医学を教授した際、百武万里、有吉周平らと学友となり、医学の研鑽を積んだ。さらに、百武、有吉らと長崎に赴き、シーボルトに西洋医学を学んだ。シーボルト事件が発生した時には、鳴滝塾生の高野長英、平井海蔵、原恭篤らを自宅に居住させ勉強を続けた。天保12年（1841年）、百武万里を筆頭者として、博多において初めて人体解剖を行った。そのため、一時誤解され迫害を受けるが、その後誤解が解け、福岡藩の御目見医師となった。長男の武谷祐之も優れた蘭方医であった。
嘉永5年（1852年）7月7日死去。故郷高野村の共同墓地に葬られている。